# Александровка (Новосергієвський район)
Алекса́ндровка (рос. Александровка) — село у складі Новосергієвського району Оренбурзької області, Росія.

## Палеонтологія
У відкладах раннього тріасового періоду (нижній оленецький ярус) в районі Александровки знайдено викопні зразки темноспондила Benthosuchus cf. sushkini.

## Населення
Населення — 90 осіб (2010; 144 у 2002).
Національний склад (станом на 2002 рік):
- росіяни — 55 %